# Thirty Seconds to Mars
Thirty Seconds to Mars [θɜːti 'sɛk(ə)nds tuː mɑːz] (с англ. — «Тридцать секунд до Марса») — американская рок-группа из Лос-Анджелеса, штат Калифорния, исполняющая альтернативный рок. Основана в 1998 году братьями Джаредом и Шенноном Лето.
Название группы было взято участниками из статьи бывшего гарвардского профессора, где шла речь о технологическом прогрессе, в результате которого человечество в буквальном смысле слова окажется вскоре «в тридцати секундах от Марса». Даже со скоростью света минимальное расстояние от Земли до Марса (во время противостояния) нельзя преодолеть быстрее, чем за 3 минуты.
В интервью журналу Kerrang! Джаред Лето назвал основные группы, оказавшие влияние на его творчество, — Pink Floyd, Led Zeppelin, Nine Inch Nails, The Cure, Depeche Mode, Joy Division и Nirvana. Известно также его высказывание: «Thirty Seconds To Mars — это грандиозность Pink Floyd в энергии Sex Pistols». Thirty Seconds to Mars не пользовались услугами охраны и установили близкий и прочный контакт со своими фанатами. В этом смысле Джаред Лето считает себя и группу последователями Minor Threat, которые «…первыми попытались стереть грань между рок-исполнителем и аудиторией».

## История

### Формирование (1998—2002)
Основанная в 1998 году актёром Джаредом Лето и его старшим братом Шенноном группа первоначально замышлялась как небольшой семейный проект. Позже к ним присоединились гитаристы Солон Бикслер и Кэвин Дрейк, а после их ухода, связанным с проблемами из-за гастролей, в группу пришли Томо Милишевич и Мэтт Уоктер. Однако спустя некоторое время Мэтт тоже покинул группу, чтобы больше времени проводить с семьёй.
По поводу названия Джаред Лето сказал в одном интервью:

Название Thirty Seconds to Mars для нас имеет мало общего с пространством, вселенной или чем-то подобным. Это название, которое работает на нескольких уровнях. Самое главное — это хорошее представление о нашем звуке. Это лирическая фраза, наводящая на размышления, кинематографичная и наполненная непосредственностью. […] Понятие пространства настолько огромно, всеохватывающе, что я сомневаюсь, что есть песни, не входящие в него.

Шеннон Лето о названии высказался следующим образом:

Это означает очень многое. У этого преподавателя был тезис. Он говорил о том, как развиваются технологии, как эволюционирует человек, и какую роль это играет. Одной из подтем было Thirty Seconds to Mars. Это походило на экспоненциальный рост человека. Мы буквально на расстоянии в 30 секунд от Марса. Всё прямо здесь и прямо сейчас; всё настолько невероятно и быстро.
В интервью Virgin Records бывший басист группы Мэтт Уоктер сказал:

[Название группы] на самом деле происходит из статьи, на которую группа наткнулась в Интернете, написанной бывшим Гарвардским профессором. Один из подразделов диссертации назывался «Тридцать секунд до Марса», в нём говорилось об экспоненциальном росте технологии, которая относится к людям, и упоминалось, что мы в буквальном смысле слова окажемся вскоре «в тридцати секундах от Марса». То, что это означает для нас, мы подумали, лучше всего описало бы нашу музыку одним словом.
Хотя Джаред Лето — весьма известный голливудский актёр, он предпочитает не использовать своё положение для помощи в продвижении группы. В самом деле, он отказывается играть на площадках, если они использовали его имя для продвижения группы.

### 30 Seconds to Mars (2002)
23 мая 2001 года Thirty Seconds to Mars объявили о своём сотрудничестве с Бобом Эзрином и совместной работой над дебютным альбомом под рабочим названием Welcome to the Universe. Братья Лето сыграли практически на всех инструментах: Джаред — на гитаре, бас-гитаре, синтезаторе и исполнил все вокальные партии; Шеннон — на ударных. В песне «The Mission» на фортепиано сыграл продюсер альбома Боб Эзрин (Bob Ezrin). 30 Seconds to Mars разошёлся тиражом в 100 тысяч экземпляров. Синглами из альбома стали «Capricorn (A Brand New Name)» и «Edge of the Earth», второй из них поднялся до #31 в списках U.S. Mainstream Rock.
В связи с терактами 11 сентября 2001 года в альбом пришлось внести некоторые изменения по сравнению с первоначальной версией. В том числе пришлось изменить обложку альбома. Планировалось выпустить 10000 плакатов, на которых был изображён истребитель, взрывающийся в воздухе, и пилот, благополучно спасающийся. Музыканты согласились с тем, что изображения в данной ситуации неуместны и сказали, что они никогда не рассматривали художественные работы как насильственные изображения. Также из альбома была исключена песня «Revolution», так как её содержание могло быть неправильно истолковано. 29 июля 2002 года Thirty Seconds To Mars объявили о новой обложке для альбома. Все фотографии для новой обложки сделал Шеннон Лето.

### A Beautiful Lie(2005)
Второй альбом, выпущенный 30 августа 2005 года, был спродюсирован Джошем Абрахамом. За пять месяцев до официального релиза произошла утечка альбома в интернет, и группа решила включить в него 2 бонус-трека: «Battle of One» (ранее планировавшаяся в качестве заглавного трека альбома) и «Hunter» (кавер-версия песни Бьорк). Для дальнейшего продвижения альбома группа выпустила «золотые билеты» («Golden tickets») в 12 экземплярах, которые предоставляли их владельцам возможность посетить любой концерт Thirty Seconds to Mars и побывать за кулисами.
31 августа 2006 года Thirty Seconds to Mars получили MTV2 Award за клип «The Kill». Группа была также номинирована в категории «Best Rock Video». Видеоклип на песню «The Kill» основан на фильме «Сияние». A Beautiful Lie получил платиновый статус от RIAA в январе 2006.
В 2006 году во время MTVu $2 Bill Tour группа заключила контракт с Music Saves Lives, тем самым привлекая внимание людей к важности некоммерческого. В марте 2006 года группа впервые выступила хедлайнерами в рамках Forever Night Never Day Tour, после которого провела тур Taste of Chaos с такими группами, как The Used, Senses Fail, Saosin, Silverstein, Chiodos, Aiden и Evaline.
В октябре Thirty Seconds to Mars начали тур «Welcome to the Universe», организованный MTV2 и поддержанный такими группами, как Cobra Starship, Street Drum Corps, Head Automatica. Тур был «экологически безопасным», как сказал в одном из интервью Мэтт Уоктер.
20 ноября на MTV2 прошла премьера «From Yesterday» — первого американского рок-клипа, снятого в Китайской Народной Республике по мотивам фильма «Последний император».

Я подумал, что съёмки клипа в Китае наилучшим образом позволят реализовать визуальный потенциал этой песни. Глубина их истории, красота культуры и страстность жителей вдохновили рассказ, который навсегда изменил нашу группу. — Джаред Лето.
1 марта 2007 года во время концерта в Эль-Пасо Мэтт Уоктер объявил о своём решении покинуть группу, чтобы больше времени проводить с семьёй. На концертах его заменил Тим Келлехер (Tim Kelleher), бывший басист группы My Darling Murder, однако он не входит в официальный состав группы. Причиной тому, по словам музыкантов, было желание сохранить «трио», а также возможность для Мэтта вернуться в группу.
15 апреля 2007 года Thirty Seconds to Mars стали победителями в номинации «Best New Artist» (Лучший новый исполнитель) на фестивале TRL MTV в Италии. 29 апреля — победили в двух номинациях на MЕМ Australia Video Music Awards (Видео года, Best Rock Video). 23 августа Thirty Seconds To Mars с песней «The Kill» стали победителями в номинации «Best Single» (Лучший сингл) на церемонии вручения наград Kerrang! Awards, опередив, в числе прочих, AFI и My Chemical Romance. В конце августа группа была номинирована в четырёх категориях на MTV Europe Music Awards 2007 («Rock Out», «Band», «Headliner», «Inter Act»).
6 июня 2008 года Thirty Seconds to Mars выступили на Премии Муз-ТВ 2008 в спорткомплексе «Олимпийский».
17 октября 2008 года Thirty Seconds to Mars стали победителями в номинации «Mejor Artista Rock Internacional» (Лучшая международная рок-группа) на «Los Premos Awards 2008». 11 ноября группа победила сразу в двух номинациях на «Europe Music Awards 2008»: «Rock Out» и «Video Star».

### Конфликт с Virgin Records
15 августа 2008 года британский звукозаписывающий лейбл Virgin Records выставил группе иск в размере 30 миллионов долларов, обвинив её в нарушении условий контракта, заключённого ещё в 1999 году. По условиям договора Thirty Seconds To Mars должны были записать 3 альбома за время действия контракта, заключённого ещё с Immortal Records, к моменту истечения срока действия контракта прекратившему своё существование (в 2004 контракт перешёл к Virgin).
Джаред Лето опубликовал на MySpace заявление, в котором поспешил заверить фанатов, что 30STM распадаться не собираются. Лето также заявил: «По законам Калифорнии, где мы живём и работаем, срок действия подобных договоров ограничивается семью годами. Сделано это для того, чтобы защитить музыкантов от несправедливых, связывающих их по рукам и ногам контрактов. После девяти лет работы с EMI мы решили не продлевать сотрудничество. Нас пытаются засудить не за нарушение договора, а за то, что мы воспользовались законным правом разорвать устаревший контракт».
29 апреля 2009 года группа объявила о закрытии дела. Судебный процесс завершился в пользу защиты, решение было выдано на основе дела актрисы Оливии Де Хэвилленд, завершившегося девять лет назад. После этого Thirty Seconds to Mars решили заново заключить контракт с EMI (родительским лейблом Virgin). Джаред сказал, что группа «решила разногласия с EMI», и решение было принято из-за «готовности и энтузиазма EMI решить наши главные разногласия и возможности возвратиться, чтобы работать с командой, столь преданной и влюблённой в Thirty Seconds to Mars».
Конфликт с Virgin заставил музыкантов, по словам Джареда, заняться «самоанализом и переоценкой ценностей». 30STM даже предприняли несколько путешествий в пустыню, чтобы «поддержать творческий дух и подхлестнуть воображение». Позже в Сан-Франциско они провели некоторое время в изолированных палатах некоего исследовательского центра. По словам Джареда, он провёл взаперти 12 часов в состоянии транса, где написал одну песню.

### This Is War(2009)
Работу над новым студийным альбомом Джаред Лето начал 4 июля 2008 года.
Отобрав из 120 написанных участниками группы песен 20, он отправился в студию с коллегами и с продюсером Марком Эллисом, более известным как Flood (NIN, Depeche Mode, Smashing Pumpkins). Новый альбом, This Is War, по словам фронтмена группы, будет отличаться от предыдущего: «Это будет пластинка куда более динамичная и пространственная: настоящая вещь в себе». Релиз альбома намечен на 8 декабря 2009 года.
26 апреля 2009 года Thirty Seconds to Mars созвали фэн-конвенцию в голливудском клубе Avalon, пригласив к участию около 900 фанатов с разных концов света — из Европы, Южной Африки, Австралии, Бразилии. Под руководством Джареда Лето, выполнявшего функции «мастера церемонии», присутствующие записали партии бэк-вокала и перкуссии (используя подручные средства: картонные коробки и т. д.) для новых песен группы: «Search and Destroy», «Kings and Queens», «Night of the Hunter», «Hurricane», «This is War», «Vox Populi». «Что-то магическое происходит, когда собирается группа людей, совершенно незнакомых, и принимает участие в подобном коллективном мероприятии. Мы затем эту энергию коллективного сознания берём в упряжку и находим ей музыкальное применение», — сказал Лето в интервью журналу Kerrang!
Для оформления релиза музыканты призвали фанатов со всего мира присылать свои фотографии — так, альбом вышел с 2000 разных обложек (на одной из которых запечатлена мать Джареда и Шеннона Лето). Диски с одинаковым содержимым, но варьирующимся оформлением, были раскиданы в произвольном порядке по магазинам всего мира.
6 октября на одной из американских радиостанций состоялась премьера первого сингла из альбома, «Kings and Queens».
BioWare объявила, что саундтрек к Dragon Age: Origins включает в себя песню «This Is War», заглавный трек. Трек дебютировал в игре ещё до выхода альбома.
19 февраля 2010 года Thirty Seconds to Mars начали всемирный «Into the Wild Tour» в поддержку альбома. Тур, состоящий из нескольких частей: «Into the Wild Tour», «Hurricane Tour» и «Closer to the Edge Tour».
В рамках «Into the Wild Tour» 14 марта 2010 года Thirty Seconds to Mars посетили Санкт-Петербург и дали концерт в Петербургском Спортивно-Концертном Комплексе (СКК).
10 декабря 2010 года в рамках «Hurricane Tour» Thirty Seconds To Mars выступили в СК «Олимпийский» в Москве.
13 июля 2011 года в рамках «Closer to the Edge Tour» Thirty Seconds to Mars второй раз посетили Санкт-Петербург и дали концерт на Tuborg GreenFest (открытый стадион у телебашни).
4 ноября 2011 года в рамках «Closer to the Edge Tour» Thirty Seconds to Mars первый раз посетили Минск и дали концерт во Дворце спорта.
7 декабря в Нью-Йорке группа дала свой трёхсотый и последний концерт в рамках всемирного тура Into The Wild, тем самым попала в Книгу рекордов Гиннесса, как группа, давшая самый большой тур, в поддержку одного альбома. После окончания тура 30STM давали выступления в Нью-Йорке ещё неделю. Кроме того свой трёхсотый концерт группа транслировала на UStream. Каждый желающий мог приобрести виртуальный билет с паролем, дававшим доступ к онлайн-просмотру последнего концерта группы в рамках тура Into the Wild.

### Love Lust Faith + Dreams(2013)
19 марта 2013 года был представлен первый сингл из нового альбома — «Up in the Air».
В тот же день на сайте группы были опубликованы трек-лист и обложка нового — четвёртого студийного альбома, получившего название «Love Lust Faith + Dreams», а также дата его выхода — 21 мая 2013 года.
19 апреля был представлен клип на «Up in the Air».
2 мая был выпущен сингл «Conquistador».

### America, уход Томо Милишевича (с 2015)
3 ноября 2015 года было анонсировано, что группа работает над новой студийной пластинкой В августе 2016 музыканты сообщили, что присоединились к лейблу Interscope Records и что новый альбом следует ожидать в следующем году.. Позже был анонсирован совместный с Muse и PVRIS североамериканский тур, который прошёл с мая по сентябрь 2017 года. 22 августа 2017 вышел первый сингл «Walk on Water» с грядущего пятого студийного альбома. 25 января 2018 года вышел второй сингл «Dangerous Night».
16 марта 2018 года, через 4 дня после начала «Monolith Tour» было объявлено, что Томо Милишевич принял решение приостановить своё участие в туре в связи с «личными проблемами». Оставшиеся концерты тура будут проведены без него. Основные обязанности Милишевича взял на себя Стивен Айелло, отыгравший партии за кулисами. В рамках тура группа вновь посетила Россию, причём на московском концерте на сцену вышел специальный гость — актёр и телеведущий Иван Ургант, который сыграл на гитаре вместе с музыкантами песню «Dangerous Night».
Альбом, получивший название America был выпущен 6 апреля. Спродюсированный Джаредом Лето вместе с Yellow Claw, Zedd, Robopop и другими, America представляет собой резкий сдвиг в стиле от альтернативного рока к электро-поп звучанию. Он позиционируется как концептуальный альбом, используя такие темы, как политика, секс и слава.
11 июня 2018 года Томо Милишевич в своём Твиттере разместил заявление о своём окончательном уходе из группы, не назвав конкретных причин.

## Символика

### Глифы
Несмотря на то, что сами участники группы никогда не объясняли значение четырёх глифов (₪ ø lll ·o.), очевидно, что они являются графическим изображением названия группы:
- Первый глиф — две переплетающиеся тройки — Thirty (₪)
- Второй глиф — символика наручных часов — Seconds (ø)
- Третий глиф — две полоски (белого) фона, образуемые тремя (чёрными) полосками (от англ. 2 = « two» = «to») — To (lll)
- Четвёртый глиф — глиф символизирует Марс с его спутниками Фобосом и Деймосом — Mars (·o.)

### Логотип
Логотип группы — Феникс (Phoenix Logo), который сами музыканты называют Митра (Mithra). Сначала Феникс был основным логотипом группы и использовался для её первоначального продвижения. Он украшен девизом «Provehito in Altum», что в переводе с латыни означает «Стремись ввысь». 

Для второго альбома, A Beautiful Lie, был создан второй логотип — Trinity Seal. Он состоит из трёх черепов, трёх стрелок, направленных внутрь и одним из четырёх глифов в центре. Также на логотипе присутствуют название и девиз группы.
С выпуском третьего альбома, This Is War, Thirty Seconds to Mars представили новый логотип, известный как Триада.
Символика со стрелкой, графическое изображение девиза группы Provehito in Altum, является эмблемой фанатов группы, называющих себя Эшелоном (The Echelon). Кроме того, стрелка, возможно, несёт в себе смысл руны Тейваз (позднее скандинавское имя — Тюр (Tyr), британское — Тюр (Tir), готское — Тив (Teiws)), руны Воина, посвященной Тюру (Тиву), богу войны.

## Echelon (Эшелон)
Важную роль в жизни группы играет «Echelon» («рус. Эшелон)» — общественное движение, фандом группы, помогающее в организации концертов, подающее запросы на радиостанции о трансляции песен группы, раздающее постеры, поддерживающее журнал и веб-сайты, посвящённые группе. «Эшелон» является частью Mars Army, куда входят поклонники группы в разных странах мира. Английское подразделение «Эшелона», в частности, поддерживает «Habbits for Humanity» — благотворительную акцию в пользу граждан, нуждающихся в улучшении жилищных условий. Одна из песен первого альбома группы называется «Echelon».

## Награды и номинации
| Год  | Номинированы за    | Награда                                                      | Итог      |
| ---- | ------------------ | ------------------------------------------------------------ | --------- |
| 2006 | «The Kill»         | MTV2 'Best Single'                                           | Победа    |
| 2006 | «The Kill»         | MTV2 'Best Rock Video'                                       | Номинация |
| 2006 | «The Kill»         | Fuse Fangoria Chainsaw Awards 'Video Inspired by Film Award' | Победа    |
| 2006 | «The Kill»         | MTVu Woodie Awards 'Live Action'                             | Победа    |
| 2007 | 30 Seconds to Mars | Kerrang! Award 'Best International Newcomer'                 | Номинация |
| 2007 | «The Kill»         | Kerrang! Award 'Best Single'                                 | Победа    |
| 2007 | «The Kill»         | MTV Australia Video Music Awards 'Video of the Year'         | Победа    |
| 2007 | «The Kill»         | MTV Australia Video Music Awards 'Best Rock Video'           | Победа    |
| 2007 | «The Kill»         | MTV Australia Video Music Awards 'Viewers Choice Australia'  | Номинация |
| 2007 | 30 Seconds to Mars | TRL Award 'Best New Artist'                                  | Победа    |
| 2007 | 30 Seconds to Mars | MTV Europe Music Award 'Rock Out'                            | Победа    |
| 2007 | 30 Seconds to Mars | MTV Europe Music Award 'Inter Act'                           | Номинация |
| 2007 | 30 Seconds to Mars | Fuse 'Best of 2007'                                          | Победа    |
| 2008 | 30 Seconds to Mars | Bandit Rock Award 'Best International Breakthrough'          | Победа    |
| 2008 | «A Beautiful Lie»  | MTV Asia Award 'Video Star'                                  | Победа    |
| 2008 | «From Yesterday»   | Kerrang! Award 'Best Single'                                 | Победа    |
| 2008 | 30 Seconds to Mars | Kerrang! Award 'Best International Band'                     | Победа    |
| 2008 | 30 Seconds to Mars | Lost Premios MTV 'Best International Rock Artist'            | Победа    |
| 2008 | 30 Seconds to Mars | MTV Europe Music Award 'Rock Out'                            | Победа    |
| 2008 | «A Beautiful Lie»  | MTV Europe Music Award 'Video Star'                          | Победа    |
| 2008 | 30 Seconds to Mars | Lost Premios MTV 'Best International Rock Artist'            | Победа    |
| 2010 | 30 Seconds to Mars | Kerrang! Award 'Best International Band'                     | Победа    |
| 2010 | «Kings and Queens» | MTV Video Music Award 'Video of the Year'                    | Номинация |
| 2010 | «Kings and Queens» | MTV Video Music Award 'Best Rock Video'                      | Победа    |
| 2010 | «Kings and Queens» | MTV Video Music Award 'Best Direction in a Video'            | Номинация |
| 2010 | «Kings and Queens» | MTV Video Music Award 'Best Art Direction in a Video'        | Номинация |
| 2010 | 30 Seconds to Mars | MTV Europe Music Award 'Best Rock Band'                      | Победа    |
| 2010 | 30 Seconds to Mars | MTV Europe Music Award 'Best World Stage Performance'        | Номинация |
| 2010 | «Kings and Queens» | MTV Europe Music Award 'Best Video'                          | Номинация |
| 2011 | 30 Seconds to Mars | Kerrang! Award 'Best International Band'                     | Победа    |
| 2011 | «Hurricane»        | Kerrang! Award 'Best Single'                                 | Победа    |
| 2011 | 30 Seconds to Mars | TRL Awards 'Best band'                                       | Победа    |
| 2011 | «Hurricane»        | MTV Video Music Award 'Best Direction in a Video'            | Номинация |
| 2011 | «Hurricane»        | MTV Video Music Award 'Best Editing in a Video'              | Номинация |
| 2011 | «Hurricane»        | MTV Video Music Award 'Best Cinematography in a Video'       | Номинация |
| 2011 | 30 Seconds to Mars | MTV Europe Music Awards 'Best Alternative'                   | Победа    |
| 2011 | 30 Seconds to Mars | MTV Europe Music Awards 'Biggest Fans'                       | Номинация |
| 2011 | 30 Seconds to Mars | MTV Europe Music Awards 'Best World Stage'                   | Победа    |
| 2014 | 30 Seconds to Mars | MTV Europe Music Award 'Best Alternative'                    | Победа    |

## Состав

### Основной состав
- Джаред Лето — вокал, гитара, клавишные, студийная бас-гитара (1998—настоящее время)
- Шеннон Лето — ударные, перкуссия (1998—настоящее время). В рамках туров Into The Wild, Love Lust Faith + Dreams и Love Lust исполнял композицию «L490» на акустической гитаре

### Концертные участники
- Стивен Айелло — бас-гитара, клавишные, гитара, бэк-вокал (2013—настоящее время)

### Бывшие участники
- Томислав Милишевич — соло-гитара, скрипка, клавишные, бэк-вокал, перкуссия, студийная бас-гитара (2003—2018)
- Мэтт Уоктер — бас-гитара, клавишные, бэк-вокал (2001—2007)
- Солон Бикслер — гитара, бэк-вокал (2001—2003)

### Бывшие концертные участники
- Кэвин Дрейк — гитара (1999—2002)
- Брэкстон Олита — клавишные, гитара (2009—2013)
- Мэтт МакДжанкинс — бас-гитара (2011)
- Тим Келлехер — бас-гитара, синтезатор (2007—2010, 2011—2013)[29]

## Дискография

### Альбомы
- 2002 — 30 Seconds to Mars
- 2005 — A Beautiful Lie
- 2009 — This Is War
- 2013 — Love Lust Faith + Dreams
- 2018 — America
- 2023 — It’s the End of the World but It’s a Beautiful Day

### Мини-альбомы
- 2007 — AOL Sessions Undercover
- 2008 — To the Edge of the Earth
- 2011 — MTV Unplugged: 30 Seconds to Mars

## Видеоклипы
| Дата       | Песня              | Режиссёр           |
| ---------- | ------------------ | ------------------ |
| 6.08.2002  | Capricorn          | Пол Федор          |
| 29.08.2005 | Attack             | Пол Федор          |
| 1.05.2006  | The Kill           | Бартоломеу Каббинс |
| 20.11.2006 | From Yesterday     | Бартоломеу Каббинс |
| 28.01.2008 | A Beautiful Lie    | Анкагок Панипаг    |
| 9.11.2009  | Kings And Queens   | Бартоломеу Каббинс |
| 9.06.2010  | Closer To The Edge | Бартоломеу Каббинс |
| 29.11.2010 | Hurricane          | Бартоломеу Каббинс |
| 6.04.2011  | This Is War        | Бартоломеу Каббинс |
| 19.04.2013 | Up In The Air      | Бартоломеу Каббинс |
| 5.08.2013  | Do Or Die          | Бартоломеу Каббинс |
| 29.10.2013 | City Of Angels     | Джаред Лето        |
| 8.11.2017  | Walk On Water      | Джаред Лето        |
| 12.06.2018 | Rescue Me          | Джаред Лето        |

## Концертные туры
- Forever Night, Never Day Tour[англ.] (2006)
- Welcome to the Universe Tour[англ.] (2006)
- A Beautiful Lie Tour[англ.] (2007-08)
- Into the Wild Tour[англ.] (2010-11)
- Love, Lust, Faith and Dreams Tour[англ.] (2013-15)
- Carnivores Tour[англ.] (вместе с Linkin Park) (2014)
- The Monolith Tour[англ.] (2018)

## Саундтреки
- В игре Dragon Age: Origins (дата выхода — Россия: 5 ноября 2009 г; США: 3 ноября 2009 г.) можно услышать полную версию песни «This is War».
- В игре Need For Speed: Hot Pursuit 2010 можно услышать полную версию песни «Edge of the Earth».
- Песня «The Kill» звучит в фильме «Невидимый».
- Песня «Kings and Queens» прозвучала в трейлере фильма «Легенды ночных стражей».
- Песня «Kings and Queens» звучит в фильме «Скайлайн».
- Песня «Echelon» звучит в заключительных титрах фильма «Земное ядро».
- Песня «This is War» звучит в трейлере к сериалу «Камелот».
- В игре Need for Speed: Shift 2 Unleashed можно услышать песню «Night of the Hunter».
- «Kings and Queens» звучит в фильме «Хранитель времени 3D».
- Песня «Up in the Air» звучала в трейлере к мультфильму «Самолёты».
- В трейлере к мультфильму «Как приручить дракона 2» звучала песня «Kings and Queens».
- В игре Need for Speed: Rivals можно услышать песню «Conquistador» (Официально песня не вошла в саундтрек).
- В трейлере к мультфильму «Книга жизни» звучит песня «Do or Die».
- Песня «Hurricane» звучит в фильме «Джон Уик».